# Roger Mais
Roger Mais (född 1905 Kingston − död 1955 Kingston) var en jamaicansk journalist, författare och poet.
Mais skrev för tidningen Public Opinion vilken var sammankopplad med People's National Party på Jamaica, han blev också fängslad för att ha skrivit en kolonialkritisk kolumn i tidningen. I fängelset började han skriva sin första roman, The Hills Were Joyful Together, boken handlar om arbetarklassens liv i Kingston under 1940-talet. Mais andra roman, Brother Man handlar om Rastafarirörelsens uppkomst.
Mais tredje roman fick namnet Black Lightning och handlar om en konstnär som lever ute på landet.
Mais romaner har blivit ompublicerade ett antal gånger och han är en av karibiens viktigaste författare.
Roger Mais dikt "Barn på hemväg från skolan" blev under 2007 publicerad i SL:s projekt Poesi på väg.